# Edmund Phelps
Edmund Strother Phelps (sinh ngày 26 tháng 7 năm 1933) là nhà kinh tế học người Mỹ, sinh ra tại gần Chicago tại Evanston, Illinois. Ông là giáo sư ngành kinh tế học của trường Đại học Columbia. Năm 2006, ông được Ngân hàng Thụy Điển trao tặng giải thưởng Tưởng nhớ về Alfred Nobel trong lĩnh vực Khoa học Kinh tế (thường được coi là Giải thưởng Nobel về kinh tế) do công trình nghiên cứu trong thập niên 1960 ở Đại học Yale về mối quan hệ giữa lạm phát và thất nghiệp.